# Седич
Седи́ч (бел. Сядзі́ч) — деревня в составе Холстовского сельсовета Быховского района Могилёвской области Республики Беларусь.

## История
В 1913 году действовала церковно-приходская школа.

## Население
- 2010 год — 177 человек